# Ла Бамба
«Ла Бамба»  (англ. La Bamba) — американская биографическая драма 1987 года режиссёра Луиса Вальдеса по его же сценарию. Фильм рассказывает о жизни и музыкальной карьере Ричи Валенса.
В 2017 году фильм был выбран Библиотекой Конгресса для сохранения в Национальном реестре фильмов США как «культурно, исторически или эстетически значимый».

## Сюжет
Жизнь звезды рок-н-ролла Ричи Валенса была трагически короткой, но миллионы людей сохранили память о нём. В конце 50-х он заставил броситься в пляс всю Америку, а самые известные его хиты «Ла Бамба» и «Донна» до сей поры зажигают сердца людей и не дают сидеть на месте. Простой работник фермы Ричи был одержим музыкой. Все его мечты осуществлялись. Его ждала головокружительная карьера, но жизнь юноши оборвалась, когда ему было всего 17 лет.

## В ролях
- Лу Даймонд Филлипс — Ричи Валенс
- Эсай Моралес — Боб Моралес
- Розанна ДеСото — Конни Валенсуэла
- Элизабет Пенья — Рози Моралес
- Даниэль фон Цернек — Донна Людвиг
- Джо Пантолиано — Боб Кин
- Рик Диз — Тед Куиллин
- Стивен Ли — Биг Боппер
- Сэм Андерсон — мистер Людвиг
- Брайан Сетцер — Эдди Кокран

## Саундтрек
- La Bamba (soundtrack)